# Charles Ablitzer
Pour les articles homonymes, voir Ablitzer.
Charles Ablitzer, né en 1793 à Pest et mort le 1er octobre 1851 à Saint-Germain-en-Laye, est un graveur français actif à Paris.

## Biographie
Charles Ablitzer est né en 1793 à Pest,. Il est élève du baron Gros et de Ruhière,. Charles Ablitzer est un graveur d'histoire. On cite de lui le Portrait de Philippe le Bon, duc de Bourgogne, gravé en 1831 d'après Deveria.